# Christiaan Paul Damsté

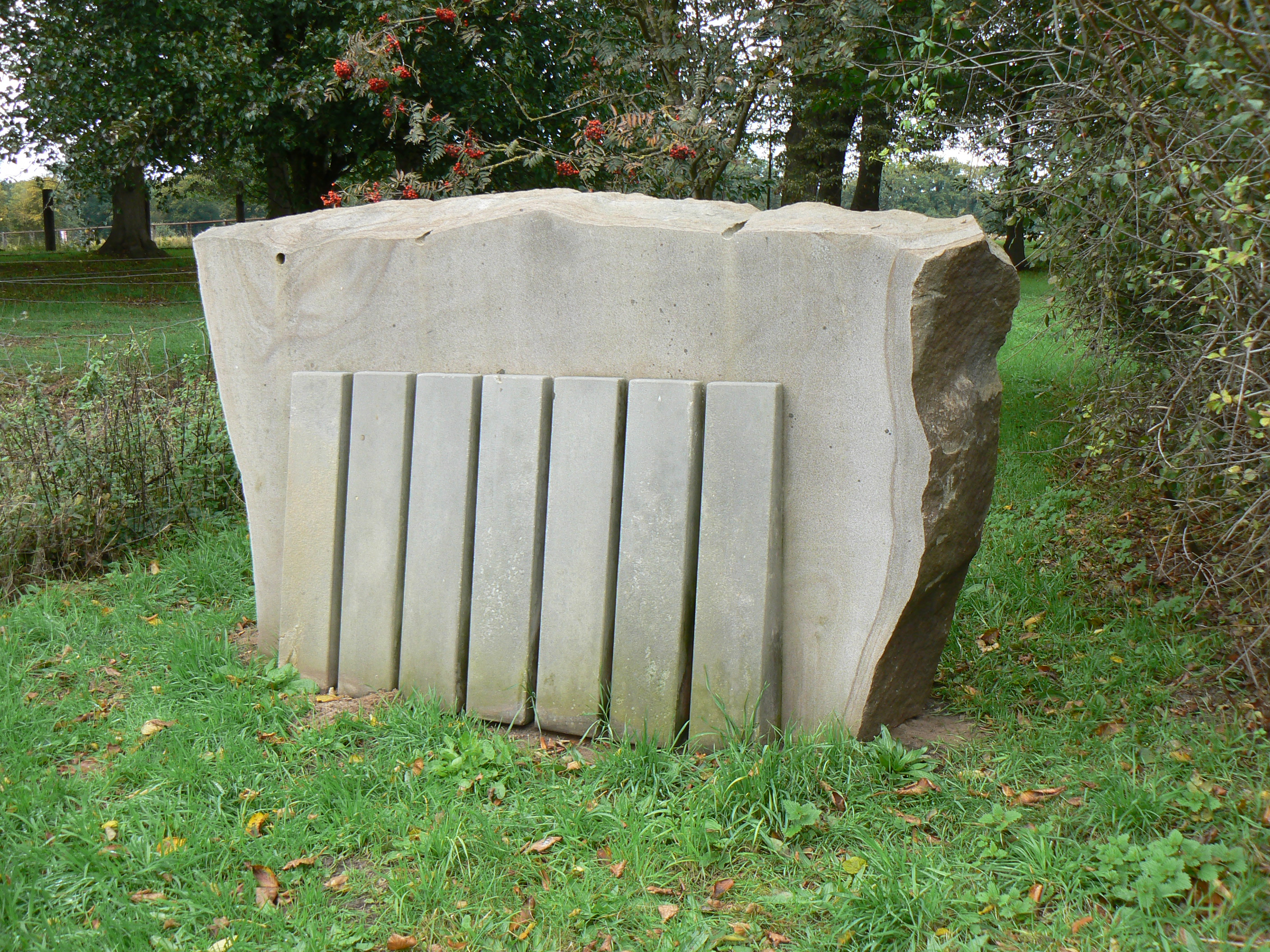
beeldenroute Kunstwegen: "Untitled" (1979), Frenswegen

Christiaan Paul Damsté  (Arnhem, 1944) is een Nederlandse schilder, graficus en beeldhouwer.

## Leven en werk
Damsté studeerde van 1962 tot 1970 achtereenvolgens aan de Academie voor Beeldende Kunsten van Arnhem, de Koninklijke Academie voor Beeldende Kunsten van 's-Hertogenbosch en de Koninklijke Academie voor Schone Kunsten van Gent. Hij doceerde van 1972 tot 2005 aan de kunstacademies van Den Haag, Arnhem en Amersfoort. Hij was in 1987 en 1989 gastdocent aan de Staatliche Kunstakademie in Düsseldorf.  Hij leeft en werkt in Arnhem.

## Werken (selectie)
- In Museum Schloss Moyland werden in het jaar van opening 40 landschapsschilderijen van Damsté tentoongesteld uit de collectie van der Grinten.
- Enkele beeldhouwwerken werden geplaatst langs de beeldenroute Kunstwegen in Frenswegen bij Nordhorn in de deelstaat Nedersaksen.
- In 2006 verwierf het Prentenkabinet van de Koninklijke Bibliotheek van België in Brussel een grote collectie zeefdrukken, litho's, houtsneden en aquatint-etsen van de kunstenaar, waardoor een compleet overzicht wordt geboden van diens oeuvre.
- Werk van Damsté bevindt zich in de collecties van het Stedelijk Museum voor Actuele Kunst in Gent, het Frans Masereel Centrum in Kasterlee, Museum Boijmans Van Beuningen in Rotterdam en het Stedelijk Museum Schiedam.